# Eusebio Juliá
Eusebio Julià (Madrid, 25 mars 1826 - Madrid, 5 janvier 1895) est un photographe espagnol actif à Madrid et Paris.

## Source
- (es) Cet article est partiellement ou en totalité issu de l’article de Wikipédia en espagnol intitulé « Eusebio Julià » (voir la liste des auteurs).